# Fußball-Weltmeisterschaft 2014/Finalrunde
Die Finalrunde der Fußball-Weltmeisterschaft 2014 fand vom 28. Juni bis zum 13. Juli 2014 in Brasilien statt.

## Übersicht

### Qualifizierte Teams
Durch ihre Ergebnisse in der Gruppenphase der Fußball-Weltmeisterschaft in Brasilien hatten sich 16 Mannschaften für die Finalrunde qualifiziert:
| Gruppe A     | Gruppe B       | Gruppe C        | Gruppe D      |
| ------------ | -------------- | --------------- | ------------- |
| 1. Brasilien | 1. Niederlande | 1. Kolumbien    | 1. Costa Rica |
| 2. Mexiko    | 2. Chile       | 2. Griechenland | 2. Uruguay    |

| Gruppe E      | Gruppe F       | Gruppe G              | Gruppe H    |
| ------------- | -------------- | --------------------- | ----------- |
| 1. Frankreich | 1. Argentinien | 1. Deutschland        | 1. Belgien  |
| 2. Schweiz    | 2. Nigeria     | 2. Vereinigte Staaten | 2. Algerien |

### Spielplan Finalrunde
|  | Achtelfinale     | Achtelfinale |             |             | Viertelfinale    | Viertelfinale |  |  | Halbfinale | Halbfinale |  |  | Finale | Finale |
|  |                  |              |             |             |                  |               |  |  |            |            |  |  |        |        |
|  |                  |              |             |             |                  |               |  |  |            |            |  |  |        |        |
|  | A1: Brasilien    | 21 (3)2      |             |             |                  |               |  |  |            |            |  |  |        |        |
|  | A1: Brasilien    | 21 (3)2      |             |             |                  |               |  |  |            |            |  |  |        |        |
|  | B2: Chile        | 1 (2)        |             |             |                  |               |  |  |            |            |  |  |        |        |
|  | B2: Chile        | 1 (2)        | Brasilien   | 2           |                  |               |  |  |            |            |  |  |        |        |
|  |                  |              | Brasilien   | 2           |                  |               |  |  |            |            |  |  |        |        |
|  |                  | Kolumbien    | 1           |             |                  |               |  |  |            |            |  |  |        |        |
|  | C1: Kolumbien    | Kolumbien    | 1           | 2           |                  |               |  |  |            |            |  |  |        |        |
|  | C1: Kolumbien    |              |             | 2           |                  |               |  |  |            |            |  |  |        |        |
|  | D2: Uruguay      | 0            |             |             |                  |               |  |  |            |            |  |  |        |        |
|  | D2: Uruguay      | 0            | Brasilien   | 1           |                  |               |  |  |            |            |  |  |        |        |
|  |                  |              | Brasilien   | 1           |                  |               |  |  |            |            |  |  |        |        |
|  |                  | Deutschland  | 7           |             |                  |               |  |  |            |            |  |  |        |        |
|  | E1: Frankreich   | Deutschland  | 7           | 2           |                  |               |  |  |            |            |  |  |        |        |
|  | E1: Frankreich   |              |             | 2           |                  |               |  |  |            |            |  |  |        |        |
|  | F2: Nigeria      | 0            |             |             |                  |               |  |  |            |            |  |  |        |        |
|  | F2: Nigeria      | 0            | Frankreich  | 0           |                  |               |  |  |            |            |  |  |        |        |
|  |                  |              | Frankreich  | 0           |                  |               |  |  |            |            |  |  |        |        |
|  |                  | Deutschland  | 1           |             |                  |               |  |  |            |            |  |  |        |        |
|  | G1: Deutschland  | Deutschland  | 1           | 121         |                  |               |  |  |            |            |  |  |        |        |
|  | G1: Deutschland  |              |             | 121         |                  |               |  |  |            |            |  |  |        |        |
|  | H2: Algerien     | 1            |             |             |                  |               |  |  |            |            |  |  |        |        |
|  | H2: Algerien     | 1            | Deutschland | 1           |                  |               |  |  |            |            |  |  |        |        |
|  |                  |              | Deutschland | 1           |                  |               |  |  |            |            |  |  |        |        |
|  |                  | Argentinien  | 0           |             |                  |               |  |  |            |            |  |  |        |        |
|  | B1: Niederlande  | Argentinien  | 0           | 2           |                  |               |  |  |            |            |  |  |        |        |
|  | B1: Niederlande  |              |             | 2           |                  |               |  |  |            |            |  |  |        |        |
|  | A2: Mexiko       | 1            |             |             |                  |               |  |  |            |            |  |  |        |        |
|  | A2: Mexiko       | 1            | Niederlande | 20 (4)2     |                  |               |  |  |            |            |  |  |        |        |
|  |                  |              | Niederlande | 20 (4)2     |                  |               |  |  |            |            |  |  |        |        |
|  |                  | Costa Rica   | 0 (3)       |             |                  |               |  |  |            |            |  |  |        |        |
|  | D1: Costa Rica   | Costa Rica   | 0 (3)       | 21 (5)2     |                  |               |  |  |            |            |  |  |        |        |
|  | D1: Costa Rica   |              |             | 21 (5)2     |                  |               |  |  |            |            |  |  |        |        |
|  | C2: Griechenland | 1 (3)        |             |             |                  |               |  |  |            |            |  |  |        |        |
|  | C2: Griechenland | 1 (3)        | Niederlande | 0 (2)       |                  |               |  |  |            |            |  |  |        |        |
|  |                  |              | Niederlande | 0 (2)       |                  |               |  |  |            |            |  |  |        |        |
|  |                  | Argentinien  | 20 (4)2     |             |                  |               |  |  |            |            |  |  |        |        |
|  | F1: Argentinien  | Argentinien  | 20 (4)2     | 1           |                  |               |  |  |            |            |  |  |        |        |
|  | F1: Argentinien  |              |             | 1           |                  |               |  |  |            |            |  |  |        |        |
|  | E2: Schweiz      | 0            |             |             |                  |               |  |  |            |            |  |  |        |        |
|  | E2: Schweiz      | 0            | Argentinien | 1           |                  |               |  |  |            |            |  |  |        |        |
|  |                  |              | Argentinien | 1           | Spiel um Platz 3 |               |  |  |            |            |  |  |        |        |
|  |                  | Belgien      | 0           |             |                  |               |  |  |            |            |  |  |        |        |
|  | H1: Belgien      | Belgien      | 0           | 121         | Brasilien        | 0             |  |  |            |            |  |  |        |        |
|  | H1: Belgien      |              |             | 121         | Brasilien        | 0             |  |  |            |            |  |  |        |        |
|  | G2: USA          | 1            |             | Niederlande | 3                |               |  |  |            |            |  |  |        |        |

1 Sieg nach Verlängerung

2 Sieg im Elfmeterschießen

## Achtelfinale

### Brasilien – Chile 1:1 n. V. (1:1, 1:1), 3:2 i. E.
| Brasilien                                                                                          | Brasilien | Chile | Chile | Aufstellung                       |
| -------------------------------------------------------------------------------------------------- | --- | --- | ----- | --------------------------------- |
| Brasilien                                                                                          | \| 1. Achtelfinale \| \| 28. Juni 2014 um 13:00 Uhr (18:00 Uhr MESZ) in Belo Horizonte (Estádio Governador Magalhães Pinto) \| \| Zuschauer: 57.714 \| \| Schiedsrichter: Howard Webb ( England) \| \| Spielbericht \| | \| 1. Achtelfinale \| \| 28. Juni 2014 um 13:00 Uhr (18:00 Uhr MESZ) in Belo Horizonte (Estádio Governador Magalhães Pinto) \| \| Zuschauer: 57.714 \| \| Schiedsrichter: Howard Webb ( England) \| \| Spielbericht \|                                                                     | Chile | Aufstellung Brasilien gegen Chile |
| Brasilien                                                                                          | Júlio César – Dani Alves, Thiago Silva , David Luiz, Marcelo – Fernandinho (72. Ramires), Luiz Gustavo – Hulk, Oscar (106. Willian), Neymar – Fred (64. Jô) Cheftrainer: Luiz Felipe Scolari                           | Claudio Bravo – Francisco Silva, Gary Medel (108. José Manuel Rojas), Gonzalo Jara – Mauricio Isla, Eugenio Mena – Charles Aránguiz, Marcelo Díaz – Arturo Vidal (87. Mauricio Pinilla) – Alexis Sánchez, Eduardo Vargas (57. Felipe Gutiérrez) Cheftrainer: Jorge Sampaoli ( Argentinien) | Chile | Aufstellung Brasilien gegen Chile |
| Brasilien                                                                                          | 1:0 David Luiz (18.) | 1:1 Sánchez (32.) | Chile | Aufstellung Brasilien gegen Chile |
| Brasilien                                                                                          | Elfmeterschießen | | Chile | Aufstellung Brasilien gegen Chile |
| Brasilien                                                                                          | 1:0 David Luiz Willian schießt vorbei 2:0 Marcelo Bravo hält gegen Hulk 3:2 Neymar | César hält gegen Pinilla César hält gegen Sánchez 2:1 Aránguiz 2:2 Díaz Jara schießt an den Pfosten | Chile | Aufstellung Brasilien gegen Chile |
| Brasilien                                                                                          | Hulk (55.), Luiz Gustavo (60.), Jô (93.), Dani Alves (105.+1') | Mena (17.), Silva (40.), Pinilla (102.) | Chile | Aufstellung Brasilien gegen Chile |
| Brasilien                                                                                          | Man of the Match: Julio César (Brasilien) | | Chile | Aufstellung Brasilien gegen Chile |
| 1. Achtelfinale                                                                                    | | |       |                                   |
| 28. Juni 2014 um 13:00 Uhr (18:00 Uhr MESZ) in Belo Horizonte (Estádio Governador Magalhães Pinto) | | |       |                                   |
| Zuschauer: 57.714                                                                                  | | |       |                                   |
| Schiedsrichter: Howard Webb ( England)                                                             | | |       |                                   |
| Spielbericht                                                                                       | | |       |                                   |

### Kolumbien – Uruguay 2:0 (1:0)
| Kolumbien                                                                | Kolumbien | Uruguay | Uruguay | Aufstellung                         |
| ------------------------------------------------------------------------ | --- | --- | ------- | ----------------------------------- |
| Kolumbien                                                                | \| 2. Achtelfinale \| \| 28. Juni 2014 um 17:00 Uhr (22:00 Uhr MESZ) in Rio de Janeiro (Maracanã) \| \| Zuschauer: 73.804 \| \| Schiedsrichter: Björn Kuipers ( Niederlande) \| \| Spielbericht \|                                                                        | \| 2. Achtelfinale \| \| 28. Juni 2014 um 17:00 Uhr (22:00 Uhr MESZ) in Rio de Janeiro (Maracanã) \| \| Zuschauer: 73.804 \| \| Schiedsrichter: Björn Kuipers ( Niederlande) \| \| Spielbericht \|                                                                                       | Uruguay | Aufstellung Kolumbien gegen Uruguay |
| Kolumbien                                                                | David Ospina – Juan Zúñiga, Cristián Zapata, Mario Yepes , Pablo Armero – Abel Aguilar, Carlos Sánchez – Juan Cuadrado (81. Fredy Guarín), James (85. Adrián Ramos) – Teófilo Gutiérrez (68. Alexander Mejía), Jackson Martínez Cheftrainer: José Pekerman ( Argentinien) | Fernando Muslera – Martín Cáceres, José María Giménez, Diego Godín , Álvaro Pereira (53. Gastón Ramírez) – Álvaro González (67. Abel Hernández), Egidio Arévalo Ríos – Maxi Pereira, Cristian Rodríguez – Edinson Cavani, Diego Forlán (53. Christian Stuani) Cheftrainer: Óscar Tabárez | Uruguay | Aufstellung Kolumbien gegen Uruguay |
| Kolumbien                                                                | 1:0 James (28.) 2:0 James (50.) | | Uruguay | Aufstellung Kolumbien gegen Uruguay |
| Kolumbien                                                                | Armero (78.) | Giménez (55.), Lugano (77.) | Uruguay | Aufstellung Kolumbien gegen Uruguay |
| Kolumbien                                                                | Man of the Match: James (Kolumbien) | | Uruguay | Aufstellung Kolumbien gegen Uruguay |
| 2. Achtelfinale                                                          | | |         |                                     |
| 28. Juni 2014 um 17:00 Uhr (22:00 Uhr MESZ) in Rio de Janeiro (Maracanã) | | |         |                                     |
| Zuschauer: 73.804                                                        | | |         |                                     |
| Schiedsrichter: Björn Kuipers ( Niederlande)                             | | |         |                                     |
| Spielbericht                                                             | | |         |                                     |

### Niederlande – Mexiko 2:1 (0:0)
| Niederlande                                                                                 | Niederlande | Mexiko | Mexiko | Aufstellung                          |
| ------------------------------------------------------------------------------------------- | --- | --- | ------ | ------------------------------------ |
| Niederlande                                                                                 | \| 3. Achtelfinale \| \| 29. Juni 2014 um 13:00 Uhr (18:00 Uhr MESZ) in Fortaleza (Estádio Plácido Aderaldo Castelo) \| \| Zuschauer: 58.817 \| \| Schiedsrichter: Pedro Proença ( Portugal) \| \| Spielbericht \|                                                            | \| 3. Achtelfinale \| \| 29. Juni 2014 um 13:00 Uhr (18:00 Uhr MESZ) in Fortaleza (Estádio Plácido Aderaldo Castelo) \| \| Zuschauer: 58.817 \| \| Schiedsrichter: Pedro Proença ( Portugal) \| \| Spielbericht \|                                                         | Mexiko | Aufstellung Niederlande gegen Mexiko |
| Niederlande                                                                                 | Jasper Cillessen – Paul Verhaegh (56. Memphis Depay), Ron Vlaar, Stefan de Vrij, Daley Blind – Dirk Kuyt, Nigel de Jong (9. Bruno Martins Indi), Georginio Wijnaldum – Wesley Sneijder – Arjen Robben, Robin van Persie (76. Klaas-Jan Huntelaar) Cheftrainer: Louis van Gaal | Guillermo Ochoa – Paul Aguilar, Maza, Rafael Márquez , Héctor Moreno (46. Diego Antonio Reyes), Miguel Layún – Héctor Miguel Herrera, Carlos Salcido, Andrés Guardado – Giovani dos Santos (61. Javier Aquino), Oribe Peralta (75. Chicharito) Cheftrainer: Miguel Herrera | Mexiko | Aufstellung Niederlande gegen Mexiko |
| Niederlande                                                                                 | 1:1 Sneijder (88.) 2:1 Huntelaar (90.+4', Foulelfmeter) | 0:1 dos Santos (48.) | Mexiko | Aufstellung Niederlande gegen Mexiko |
| Niederlande                                                                                 | Aguilar (69.), Márquez (90.+2'), Guardado (90.+3') | | Mexiko | Aufstellung Niederlande gegen Mexiko |
| Niederlande                                                                                 | Erstmals gab es bei einem WM-Spiel Trinkpausen | | Mexiko | Aufstellung Niederlande gegen Mexiko |
| Niederlande                                                                                 | Man of the Match: Guillermo Ochoa (Mexiko) | | Mexiko | Aufstellung Niederlande gegen Mexiko |
| 3. Achtelfinale                                                                             | | |        |                                      |
| 29. Juni 2014 um 13:00 Uhr (18:00 Uhr MESZ) in Fortaleza (Estádio Plácido Aderaldo Castelo) | | |        |                                      |
| Zuschauer: 58.817                                                                           | | |        |                                      |
| Schiedsrichter: Pedro Proença ( Portugal)                                                   | | |        |                                      |
| Spielbericht                                                                                | | |        |                                      |

### Costa Rica – Griechenland 1:1 n. V. (1:1, 0:0), 5:3 i. E.
| Costa Rica                                                               | Costa Rica | Griechenland | Griechenland | Aufstellung                               |
| ------------------------------------------------------------------------ | --- | --- | ------------ | ----------------------------------------- |
| Costa Rica                                                               | \| 4. Achtelfinale \| \| 29. Juni 2014 um 17:00 Uhr (22:00 Uhr MESZ) in Recife (Arena Pernambuco) \| \| Zuschauer: 41.242 \| \| Schiedsrichter: Ben Williams ( Australien) \| \| Spielbericht \|                                                                                          | \| 4. Achtelfinale \| \| 29. Juni 2014 um 17:00 Uhr (22:00 Uhr MESZ) in Recife (Arena Pernambuco) \| \| Zuschauer: 41.242 \| \| Schiedsrichter: Ben Williams ( Australien) \| \| Spielbericht \| | Griechenland | Aufstellung Costa Rica gegen Griechenland |
| Costa Rica                                                               | Keylor Navas – Óscar Duarte, Giancarlo González, Michael Umaña – Cristian Gamboa (77. Jhonny Acosta), Júnior Díaz – Bryan Ruiz , Celso Borges, Yeltsin Tejeda (66. José Miguel Cubero), Christian Bolaños (83. Randall Brenes) – Joel Campbell Cheftrainer: Jorge Luis Pinto ( Kolumbien) | Orestis Karnezis – Vasilios Torosidis, Kostas Manolas, Sokratis, José Holebas – Giorgos Karagounis – Ioannis Maniatis (78. Konstantinos Katsouranis), Andreas Samaris (58. Konstantinos Mitroglou) – Dimitrios Salpingidis (69. Theofanis Gekas), Giorgos Samaras, Lazaros Christodoulopoulos Cheftrainer: Fernando Santos ( Portugal) | Griechenland | Aufstellung Costa Rica gegen Griechenland |
| Costa Rica                                                               | 1:0 Ruiz (52.) | 1:1 Sokratis (90.+1') | Griechenland | Aufstellung Costa Rica gegen Griechenland |
| Costa Rica                                                               | Elfmeterschießen | | Griechenland | Aufstellung Costa Rica gegen Griechenland |
| Costa Rica                                                               | 1:0 Borges 2:1 Ruiz 3:2 González 4:3 Campbell 5:3 Umaña | 1:1 Mitroglou 2:2 Christodoulopoulos 3:3 Holebas Navas hält gegen Gekas | Griechenland | Aufstellung Costa Rica gegen Griechenland |
| Costa Rica                                                               | Duarte (42.), Tejeda (48.), Granados (57.), Ruiz (70.), Navas (90.) | Samaris (36.), Manolas (72.) | Griechenland | Aufstellung Costa Rica gegen Griechenland |
| Costa Rica                                                               | Duarte (66.) | | Griechenland | Aufstellung Costa Rica gegen Griechenland |
| Costa Rica                                                               | Man of the Match: Keylor Navas (Costa Rica) | | Griechenland | Aufstellung Costa Rica gegen Griechenland |
| 4. Achtelfinale                                                          | | |              |                                           |
| 29. Juni 2014 um 17:00 Uhr (22:00 Uhr MESZ) in Recife (Arena Pernambuco) | | |              |                                           |
| Zuschauer: 41.242                                                        | | |              |                                           |
| Schiedsrichter: Ben Williams ( Australien)                               | | |              |                                           |
| Spielbericht                                                             | | |              |                                           |

### Frankreich – Nigeria 2:0 (0:0)
| Frankreich                                                                                            | Frankreich | Nigeria | Nigeria | Aufstellung                          |
| --- | --- | --- | ------- | ------------------------------------ |
| Frankreich                                                                                            | \| 5. Achtelfinale \| \| 30. Juni 2014 um 13:00 Uhr (18:00 Uhr MESZ) in Brasília (Estádio Nacional de Brasília Mané Garrincha) \| \| Zuschauer: 67.882 \| \| Schiedsrichter: Mark Geiger ( Vereinigte Staaten) \| \| Spielbericht \|                      | \| 5. Achtelfinale \| \| 30. Juni 2014 um 13:00 Uhr (18:00 Uhr MESZ) in Brasília (Estádio Nacional de Brasília Mané Garrincha) \| \| Zuschauer: 67.882 \| \| Schiedsrichter: Mark Geiger ( Vereinigte Staaten) \| \| Spielbericht \|         | Nigeria | Aufstellung Frankreich gegen Nigeria |
| Frankreich                                                                                            | Hugo Lloris – Mathieu Debuchy, Raphaël Varane, Laurent Koscielny, Patrice Evra – Paul Pogba, Yohan Cabaye, Blaise Matuidi – Mathieu Valbuena (90.+4' Moussa Sissoko), Olivier Giroud (62. Antoine Griezmann), Karim Benzema Cheftrainer: Didier Deschamps | Vincent Enyeama – Efe Ambrose, Joseph Yobo , Juwon Oshaniwa, Kenneth Omeruo – Ogenyi Onazi (59. Reuben Gabriel), John Obi Mikel – Ahmed Musa, Victor Moses (89. Uche Nwofor) – Peter Odemwingie, Emmanuel Emenike Cheftrainer: Stephen Keshi | Nigeria | Aufstellung Frankreich gegen Nigeria |
| Frankreich                                                                                            | 1:0 Pogba (79.) 2:0 Yobo (90.+2', Eigentor) | | Nigeria | Aufstellung Frankreich gegen Nigeria |
| Frankreich                                                                                            | Matuidi (54.) | | Nigeria | Aufstellung Frankreich gegen Nigeria |
| Frankreich                                                                                            | Man of the Match: Paul Pogba (Frankreich) | | Nigeria | Aufstellung Frankreich gegen Nigeria |
| 5. Achtelfinale                                                                                       | | |         |                                      |
| 30. Juni 2014 um 13:00 Uhr (18:00 Uhr MESZ) in Brasília (Estádio Nacional de Brasília Mané Garrincha) | | |         |                                      |
| Zuschauer: 67.882                                                                                     | | |         |                                      |
| Schiedsrichter: Mark Geiger ( Vereinigte Staaten)                                                     | | |         |                                      |
| Spielbericht                                                                                          | | |         |                                      |

### Deutschland – Algerien 2:1 n. V. (0:0, 0:0)
| Deutschland                                                                     | Deutschland | Algerien | Algerien | Aufstellung                            |
| ------------------------------------------------------------------------------- | --- | --- | -------- | -------------------------------------- |
| Deutschland                                                                     | \| 6. Achtelfinale \| \| 30. Juni 2014 um 17:00 Uhr (22:00 Uhr MESZ) in Porto Alegre (Estádio Beira-Rio) \| \| Zuschauer: 43.063 \| \| Schiedsrichter: Sandro Ricci ( Brasilien) \| \| Spielbericht \|                                                                   | \| 6. Achtelfinale \| \| 30. Juni 2014 um 17:00 Uhr (22:00 Uhr MESZ) in Porto Alegre (Estádio Beira-Rio) \| \| Zuschauer: 43.063 \| \| Schiedsrichter: Sandro Ricci ( Brasilien) \| \| Spielbericht \| | Algerien | Aufstellung Deutschland gegen Algerien |
| Deutschland                                                                     | Manuel Neuer – Shkodran Mustafi (70. Sami Khedira), Per Mertesacker, Jérôme Boateng, Benedikt Höwedes – Bastian Schweinsteiger (109. Christoph Kramer), Philipp Lahm , Toni Kroos – Mesut Özil, Thomas Müller, Mario Götze (46. André Schürrle) Cheftrainer: Joachim Löw | Raïs M’Bolhi – Mehdi Mostefa, Essaïd Belkalem, Rafik Halliche (97. Madjid Bougherra) – Aïssa Mandi, Faouzi Ghoulam – Medhi Lacen – Saphir Taïder (78. Yacine Brahimi), Sofiane Feghouli, Islam Slimani – El Arbi Hillel Soudani (100. Abdelmoumene Djabou) Cheftrainer: Vahid Halilhodžić ( Bosnien und Herzegowina) | Algerien | Aufstellung Deutschland gegen Algerien |
| Deutschland                                                                     | 1:0 Schürrle (92.) 2:0 Özil (119.) | 2:1 Djabou (120.+1') | Algerien | Aufstellung Deutschland gegen Algerien |
| Deutschland                                                                     | Lahm (107.) | Halliche (42.) | Algerien | Aufstellung Deutschland gegen Algerien |
| Deutschland                                                                     | Man of the Match: Raïs M’Bolhi (Algerien) | | Algerien | Aufstellung Deutschland gegen Algerien |
| 6. Achtelfinale                                                                 | | |          |                                        |
| 30. Juni 2014 um 17:00 Uhr (22:00 Uhr MESZ) in Porto Alegre (Estádio Beira-Rio) | | |          |                                        |
| Zuschauer: 43.063                                                               | | |          |                                        |
| Schiedsrichter: Sandro Ricci ( Brasilien)                                       | | |          |                                        |
| Spielbericht                                                                    | | |          |                                        |

### Argentinien – Schweiz 1:0 n.V.
| Argentinien                                                                 | Argentinien | Schweiz | Schweiz | Aufstellung                           |
| --------------------------------------------------------------------------- | --- | --- | ------- | ------------------------------------- |
| Argentinien                                                                 | \| 7. Achtelfinale \| \| 1. Juli 2014 um 13:00 Uhr (18:00 Uhr MESZ) in São Paulo (Arena Corinthians) \| \| Zuschauer: 63.255 \| \| Schiedsrichter: Jonas Eriksson ( Schweden) \| \| Spielbericht \|                                                                                         | \| 7. Achtelfinale \| \| 1. Juli 2014 um 13:00 Uhr (18:00 Uhr MESZ) in São Paulo (Arena Corinthians) \| \| Zuschauer: 63.255 \| \| Schiedsrichter: Jonas Eriksson ( Schweden) \| \| Spielbericht \|                                                                                              | Schweiz | Aufstellung Argentinien gegen Schweiz |
| Argentinien                                                                 | Sergio Romero – Pablo Zabaleta, Federico Fernández, Ezequiel Garay, Marcos Rojo (105.+1' José María Basanta) – Fernando Gago (106. Lucas Biglia), Javier Mascherano, Ángel Di María – Lionel Messi – Gonzalo Higuaín, Ezequiel Lavezzi (74. Rodrigo Palacio) Cheftrainer: Alejandro Sabella | Diego Benaglio – Stephan Lichtsteiner, Johan Djourou, Fabian Schär, Ricardo Rodríguez – Valon Behrami, Gökhan Inler – Xherdan Shaqiri, Granit Xhaka (66. Gelson Fernandes), Admir Mehmedi (113. Blerim Džemaili) – Josip Drmić (82. Haris Seferović) Cheftrainer: Ottmar Hitzfeld ( Deutschland) | Schweiz | Aufstellung Argentinien gegen Schweiz |
| Argentinien                                                                 | 1:0 Di María (118.) | | Schweiz | Aufstellung Argentinien gegen Schweiz |
| Argentinien                                                                 | Rojo (90.), Di María (120.), Garay (120.+4') | Xhaka (36), Fernandes (73.) | Schweiz | Aufstellung Argentinien gegen Schweiz |
| Argentinien                                                                 | Man of the Match: Lionel Messi (Argentinien) | | Schweiz | Aufstellung Argentinien gegen Schweiz |
| 7. Achtelfinale                                                             | | |         |                                       |
| 1. Juli 2014 um 13:00 Uhr (18:00 Uhr MESZ) in São Paulo (Arena Corinthians) | | |         |                                       |
| Zuschauer: 63.255                                                           | | |         |                                       |
| Schiedsrichter: Jonas Eriksson ( Schweden)                                  | | |         |                                       |
| Spielbericht                                                                | | |         |                                       |

### Belgien – USA 2:1 n. V. (0:0, 0:0)
| Belgien                                                                            | Belgien | USA | USA                | Aufstellung                   |
| ---------------------------------------------------------------------------------- | --- | --- | ------------------ | ----------------------------- |
| Belgien                                                                            | \| 8. Achtelfinale \| \| 1. Juli 2014 um 17:00 Uhr (22:00 Uhr MESZ) in Salvador da Bahia (Arena Fonte Nova) \| \| Zuschauer: 51.227 \| \| Schiedsrichter: Djamel Haimoudi ( Algerien) \| \| Spielbericht \|                                                                    | \| 8. Achtelfinale \| \| 1. Juli 2014 um 17:00 Uhr (22:00 Uhr MESZ) in Salvador da Bahia (Arena Fonte Nova) \| \| Zuschauer: 51.227 \| \| Schiedsrichter: Djamel Haimoudi ( Algerien) \| \| Spielbericht \|                                                                                 | Vereinigte Staaten | Aufstellung Belgien gegen USA |
| Belgien                                                                            | Thibaut Courtois – Toby Alderweireld, Daniel Van Buyten, Vincent Kompany , Jan Vertonghen – Axel Witsel, Marouane Fellaini – Dries Mertens (60. Kevin Mirallas), Kevin De Bruyne, Eden Hazard (111. Nacer Chadli) – Divock Origi (91. Romelu Lukaku) Cheftrainer: Marc Wilmots | Tim Howard – Geoff Cameron, Omar González, Matt Besler, DaMarcus Beasley – Graham Zusi (72. Chris Wondolowski), Jermaine Jones, Michael Bradley – Fabian Johnson (32. DeAndre Yedlin), Clint Dempsey , Alejandro Bedoya (105.+2' Julian Green) Cheftrainer: Jürgen Klinsmann ( Deutschland) | Vereinigte Staaten | Aufstellung Belgien gegen USA |
| Belgien                                                                            | 1:0 De Bruyne (93.) 2:0 Lukaku (105.) | 2:1 Green (107.) | Vereinigte Staaten | Aufstellung Belgien gegen USA |
| Belgien                                                                            | Kompany (42.) | Cameron (18.) | Vereinigte Staaten | Aufstellung Belgien gegen USA |
| Belgien                                                                            | Man of the Match: Tim Howard (USA) | | Vereinigte Staaten | Aufstellung Belgien gegen USA |
| 8. Achtelfinale                                                                    | | |                    |                               |
| 1. Juli 2014 um 17:00 Uhr (22:00 Uhr MESZ) in Salvador da Bahia (Arena Fonte Nova) | | |                    |                               |
| Zuschauer: 51.227                                                                  | | |                    |                               |
| Schiedsrichter: Djamel Haimoudi ( Algerien)                                        | | |                    |                               |
| Spielbericht                                                                       | | |                    |                               |

## Viertelfinale

### Frankreich – Deutschland 0:1 (0:1)
| Frankreich                                                              | Frankreich | Deutschland | Deutschland | Aufstellung                              |
| ----------------------------------------------------------------------- | --- | --- | ----------- | ---------------------------------------- |
| Frankreich                                                              | \| 2. Viertelfinale \| \| 4. Juli 2014 um 13:00 Uhr (18:00 Uhr MESZ) in Rio de Janeiro (Maracanã) \| \| Zuschauer: 74.240 \| \| Schiedsrichter: Néstor Pitana ( Argentinien) \| \| Spielbericht \|                                                                    | \| 2. Viertelfinale \| \| 4. Juli 2014 um 13:00 Uhr (18:00 Uhr MESZ) in Rio de Janeiro (Maracanã) \| \| Zuschauer: 74.240 \| \| Schiedsrichter: Néstor Pitana ( Argentinien) \| \| Spielbericht \|                                                                     | Deutschland | Aufstellung Frankreich gegen Deutschland |
| Frankreich                                                              | Hugo Lloris – Mathieu Debuchy, Raphaël Varane, Mamadou Sakho (72. Laurent Koscielny), Patrice Evra – Paul Pogba, Yohan Cabaye (73. Loïc Rémy), Blaise Matuidi – Mathieu Valbuena (85. Olivier Giroud), Karim Benzema, Antoine Griezmann Cheftrainer: Didier Deschamps | Manuel Neuer – Philipp Lahm , Jérôme Boateng, Mats Hummels, Benedikt Höwedes – Bastian Schweinsteiger, Sami Khedira – Thomas Müller, Toni Kroos (90.+2' Christoph Kramer), Mesut Özil (83. Mario Götze) – Miroslav Klose (69. André Schürrle) Cheftrainer: Joachim Löw | Deutschland | Aufstellung Frankreich gegen Deutschland |
| Frankreich                                                              | 0:1 Hummels (12.) | | Deutschland | Aufstellung Frankreich gegen Deutschland |
| Frankreich                                                              | Khedira (54.), Schweinsteiger (80.) | | Deutschland | Aufstellung Frankreich gegen Deutschland |
| Frankreich                                                              | Man of the Match: Mats Hummels (Deutschland) | | Deutschland | Aufstellung Frankreich gegen Deutschland |
| 2. Viertelfinale                                                        | | |             |                                          |
| 4. Juli 2014 um 13:00 Uhr (18:00 Uhr MESZ) in Rio de Janeiro (Maracanã) | | |             |                                          |
| Zuschauer: 74.240                                                       | | |             |                                          |
| Schiedsrichter: Néstor Pitana ( Argentinien)                            | | |             |                                          |
| Spielbericht                                                            | | |             |                                          |

### Brasilien – Kolumbien 2:1 (1:0)
| Brasilien                                                                                  | Brasilien | Kolumbien | Kolumbien | Aufstellung                           |
| ------------------------------------------------------------------------------------------ | --- | --- | --------- | ------------------------------------- |
| Brasilien                                                                                  | \| 1. Viertelfinale \| \| 4. Juli 2014 um 17:00 Uhr (22:00 Uhr MESZ) in Fortaleza (Estádio Plácido Aderaldo Castelo) \| \| Zuschauer: 60.342 \| \| Schiedsrichter: Carlos Velasco Carballo ( Spanien) \| \| Spielbericht \| | \| 1. Viertelfinale \| \| 4. Juli 2014 um 17:00 Uhr (22:00 Uhr MESZ) in Fortaleza (Estádio Plácido Aderaldo Castelo) \| \| Zuschauer: 60.342 \| \| Schiedsrichter: Carlos Velasco Carballo ( Spanien) \| \| Spielbericht \|                                                  | Kolumbien | Aufstellung Brasilien gegen Kolumbien |
| Brasilien                                                                                  | Júlio César – Maicon, Thiago Silva , David Luiz, Marcelo – Fernandinho, Paulinho (86. Hernanes) – Hulk (82. Ramires), Oscar, Neymar (88. Henrique) – Fred Cheftrainer: Luiz Felipe Scolari                                  | David Ospina – Juan Zúñiga, Cristián Zapata, Mario Yepes , Pablo Armero – Juan Cuadrado (80. Juan Fernando Quintero), Fredy Guarín, Carlos Sánchez, Víctor Ibarbo (46. Adrián Ramos) – Teófilo Gutiérrez (70. Carlos Bacca), James Cheftrainer: José Pekerman ( Argentinien) | Kolumbien | Aufstellung Brasilien gegen Kolumbien |
| Brasilien                                                                                  | 1:0 Thiago Silva (7.) 2:0 David Luiz (69.) | 2:1 James (80., Foulelfmeter) | Kolumbien | Aufstellung Brasilien gegen Kolumbien |
| Brasilien                                                                                  | Thiago Silva (64.), Júlio César (78.) | James (67.), Yepes (71.) | Kolumbien | Aufstellung Brasilien gegen Kolumbien |
| Brasilien                                                                                  | Man of the Match: David Luiz (Brasilien) | | Kolumbien | Aufstellung Brasilien gegen Kolumbien |
| 1. Viertelfinale                                                                           | | |           |                                       |
| 4. Juli 2014 um 17:00 Uhr (22:00 Uhr MESZ) in Fortaleza (Estádio Plácido Aderaldo Castelo) | | |           |                                       |
| Zuschauer: 60.342                                                                          | | |           |                                       |
| Schiedsrichter: Carlos Velasco Carballo ( Spanien)                                         | | |           |                                       |
| Spielbericht                                                                               | | |           |                                       |

### Argentinien – Belgien 1:0 (1:0)
| Argentinien                                                                                          | Argentinien | Belgien | Belgien | Aufstellung                           |
| --- | --- | --- | ------- | ------------------------------------- |
| Argentinien                                                                                          | \| 4. Viertelfinale \| \| 5. Juli 2014 um 13:00 Uhr (18:00 Uhr MESZ) in Brasília (Estádio Nacional de Brasília Mané Garrincha) \| \| Zuschauer: 68.551 \| \| Schiedsrichter: Nicola Rizzoli ( Italien) \| \| Spielbericht \|                                                         | \| 4. Viertelfinale \| \| 5. Juli 2014 um 13:00 Uhr (18:00 Uhr MESZ) in Brasília (Estádio Nacional de Brasília Mané Garrincha) \| \| Zuschauer: 68.551 \| \| Schiedsrichter: Nicola Rizzoli ( Italien) \| \| Spielbericht \|                                                  | Belgien | Aufstellung Argentinien gegen Belgien |
| Argentinien                                                                                          | Sergio Romero – Pablo Zabaleta, Martín Demichelis, Ezequiel Garay, José María Basanta – Ezequiel Lavezzi (71. Rodrigo Palacio), Lucas Biglia, Javier Mascherano, Ángel Di María (33. Enzo Pérez) – Lionel Messi , Gonzalo Higuaín (81. Fernando Gago) Cheftrainer: Alejandro Sabella | Thibaut Courtois – Toby Alderweireld, Daniel Van Buyten, Vincent Kompany , Jan Vertonghen – Axel Witsel, Marouane Fellaini – Kevin Mirallas (60. Dries Mertens), Kevin De Bruyne, Eden Hazard (75. Nacer Chadli) – Divock Origi (59. Romelu Lukaku) Cheftrainer: Marc Wilmots | Belgien | Aufstellung Argentinien gegen Belgien |
| Argentinien                                                                                          | 1:0 Higuaín (8.) | | Belgien | Aufstellung Argentinien gegen Belgien |
| Argentinien                                                                                          | Biglia (75.) | Hazard (53.), Alderweireld (69.) | Belgien | Aufstellung Argentinien gegen Belgien |
| Argentinien                                                                                          | Man of the Match: Gonzalo Higuaín (Argentinien) | | Belgien | Aufstellung Argentinien gegen Belgien |
| 4. Viertelfinale                                                                                     | | |         |                                       |
| 5. Juli 2014 um 13:00 Uhr (18:00 Uhr MESZ) in Brasília (Estádio Nacional de Brasília Mané Garrincha) | | |         |                                       |
| Zuschauer: 68.551                                                                                    | | |         |                                       |
| Schiedsrichter: Nicola Rizzoli ( Italien)                                                            | | |         |                                       |
| Spielbericht                                                                                         | | |         |                                       |

### Niederlande – Costa Rica 0:0 n. V., 4:3 i. E.
| Niederlande                                                                        | Niederlande | Costa Rica | Costa Rica | Aufstellung                              |
| ---------------------------------------------------------------------------------- | --- | --- | ---------- | ---------------------------------------- |
| Niederlande                                                                        | \| 3. Viertelfinale \| \| 5. Juli 2014 um 17:00 Uhr (22:00 Uhr MESZ) in Salvador da Bahia (Arena Fonte Nova) \| \| Zuschauer: 51.179 \| \| Schiedsrichter: Ravshan Ermatov ( Usbekistan) \| \| Spielbericht \|                                                                  | \| 3. Viertelfinale \| \| 5. Juli 2014 um 17:00 Uhr (22:00 Uhr MESZ) in Salvador da Bahia (Arena Fonte Nova) \| \| Zuschauer: 51.179 \| \| Schiedsrichter: Ravshan Ermatov ( Usbekistan) \| \| Spielbericht \|                                                                       | Costa Rica | Aufstellung Niederlande gegen Costa Rica |
| Niederlande                                                                        | Jasper Cillessen (120.+1' Tim Krul) – Stefan de Vrij, Ron Vlaar, Bruno Martins Indi (106. Klaas-Jan Huntelaar) – Dirk Kuyt, Daley Blind – Georginio Wijnaldum, Wesley Sneijder – Arjen Robben, Robin van Persie , Memphis Depay (76. Jeremain Lens) Cheftrainer: Louis van Gaal | Keylor Navas – Jhonny Acosta, Giancarlo González, Michael Umaña – Cristian Gamboa (79. Dave Myrie), Júnior Díaz – Yeltsin Tejeda (97. José Miguel Cubero), Celso Borges – Bryan Ruiz , Joel Campbell (66. Marco Ureña), Christian Bolaños Cheftrainer: Jorge Luis Pinto ( Kolumbien) | Costa Rica | Aufstellung Niederlande gegen Costa Rica |
| Niederlande                                                                        | Elfmeterschießen | | Costa Rica | Aufstellung Niederlande gegen Costa Rica |
| Niederlande                                                                        | 1:1 van Persie 2:1 Robben 3:2 Sneijder 4:3 Kuyt | 0:1 Borges Krul hält gegen Ruiz 2:2 González 3:3 Bolaños Krul hält gegen Umaña | Costa Rica | Aufstellung Niederlande gegen Costa Rica |
| Niederlande                                                                        | Martins Indi (64.), Huntelaar (111.) | Díaz (37.), Umaña (52.), González (81.), Acosta (107.) | Costa Rica | Aufstellung Niederlande gegen Costa Rica |
| Niederlande                                                                        | Man of the Match: Keylor Navas (Costa Rica) | | Costa Rica | Aufstellung Niederlande gegen Costa Rica |
| 3. Viertelfinale                                                                   | | |            |                                          |
| 5. Juli 2014 um 17:00 Uhr (22:00 Uhr MESZ) in Salvador da Bahia (Arena Fonte Nova) | | |            |                                          |
| Zuschauer: 51.179                                                                  | | |            |                                          |
| Schiedsrichter: Ravshan Ermatov ( Usbekistan)                                      | | |            |                                          |
| Spielbericht                                                                       | | |            |                                          |

## Halbfinale

### Brasilien – Deutschland 1:7 (0:5)
| Brasilien                                                                                         | Brasilien | Deutschland | Deutschland | Aufstellung                             |
| ------------------------------------------------------------------------------------------------- | --- | --- | ----------- | --------------------------------------- |
| Brasilien                                                                                         | \| 1. Halbfinale \| \| 8. Juli 2014 um 17:00 Uhr (22:00 Uhr MESZ) in Belo Horizonte (Estádio Governador Magalhães Pinto) \| \| Zuschauer: 58.141 \| \| Schiedsrichter: Marco Rodríguez ( Mexiko) \| \| Spielbericht \| | \| 1. Halbfinale \| \| 8. Juli 2014 um 17:00 Uhr (22:00 Uhr MESZ) in Belo Horizonte (Estádio Governador Magalhães Pinto) \| \| Zuschauer: 58.141 \| \| Schiedsrichter: Marco Rodríguez ( Mexiko) \| \| Spielbericht \|                                                | Deutschland | Aufstellung Brasilien gegen Deutschland |
| Brasilien                                                                                         | Júlio César – Maicon, David Luiz , Dante, Marcelo – Luiz Gustavo, Fernandinho (46. Paulinho) – Hulk (46. Ramires), Oscar, Bernard – Fred (69. Willian) Cheftrainer: Luiz Felipe Scolari                                | Manuel Neuer – Philipp Lahm , Jérôme Boateng, Mats Hummels (46. Per Mertesacker), Benedikt Höwedes – Sami Khedira (76. Julian Draxler), Bastian Schweinsteiger – Thomas Müller, Toni Kroos, Mesut Özil – Miroslav Klose (58. André Schürrle) Cheftrainer: Joachim Löw | Deutschland | Aufstellung Brasilien gegen Deutschland |
| Brasilien                                                                                         | 1:7 Oscar (90.) | 0:1 Müller (11.) 0:2 Klose (23.) 0:3 Kroos (24.) 0:4 Kroos (26.) 0:5 Khedira (29.) 0:6 Schürrle (69.) 0:7 Schürrle (79.) | Deutschland | Aufstellung Brasilien gegen Deutschland |
| Brasilien                                                                                         | Dante (68.) | | Deutschland | Aufstellung Brasilien gegen Deutschland |
| Brasilien                                                                                         | Man of the Match: Toni Kroos (Deutschland) | | Deutschland | Aufstellung Brasilien gegen Deutschland |
| 1. Halbfinale                                                                                     | | |             |                                         |
| 8. Juli 2014 um 17:00 Uhr (22:00 Uhr MESZ) in Belo Horizonte (Estádio Governador Magalhães Pinto) | | |             |                                         |
| Zuschauer: 58.141                                                                                 | | |             |                                         |
| Schiedsrichter: Marco Rodríguez ( Mexiko)                                                         | | |             |                                         |
| Spielbericht                                                                                      | | |             |                                         |

### Niederlande – Argentinien 0:0 n. V., 2:4 i. E.
| Niederlande                                                                 | Niederlande | Argentinien | Argentinien | Aufstellung                               |
| --------------------------------------------------------------------------- | --- | --- | ----------- | ----------------------------------------- |
| Niederlande                                                                 | \| 2. Halbfinale \| \| 9. Juli 2014 um 17:00 Uhr (22:00 Uhr MESZ) in São Paulo (Arena Corinthians) \| \| Zuschauer: 63.267 \| \| Schiedsrichter: Cüneyt Çakır ( Türkei) \| \| Spielbericht \|                                                                                  | \| 2. Halbfinale \| \| 9. Juli 2014 um 17:00 Uhr (22:00 Uhr MESZ) in São Paulo (Arena Corinthians) \| \| Zuschauer: 63.267 \| \| Schiedsrichter: Cüneyt Çakır ( Türkei) \| \| Spielbericht \|                                                                                  | Argentinien | Aufstellung Niederlande gegen Argentinien |
| Niederlande                                                                 | Jasper Cillessen – Stefan de Vrij, Ron Vlaar, Bruno Martins Indi (46. Daryl Janmaat) – Dirk Kuyt, Daley Blind – Nigel de Jong (62. Jordy Clasie), Georginio Wijnaldum – Wesley Sneijder – Arjen Robben, Robin van Persie (96. Klaas-Jan Huntelaar) Cheftrainer: Louis van Gaal | Sergio Romero – Pablo Zabaleta, Martín Demichelis, Ezequiel Garay, Marcos Rojo – Lucas Biglia, Javier Mascherano, Enzo Pérez (81. Rodrigo Palacio) – Lionel Messi – Ezequiel Lavezzi (101. Maxi Rodríguez), Gonzalo Higuaín (82. Sergio Agüero) Cheftrainer: Alejandro Sabella | Argentinien | Aufstellung Niederlande gegen Argentinien |
| Niederlande                                                                 | Elfmeterschießen | | Argentinien | Aufstellung Niederlande gegen Argentinien |
| Niederlande                                                                 | Romero hält gegen Vlaar 1:1 Robben Romero hält gegen Sneijder 2:3 Kuyt | 0:1 Messi 1:2 Garay 1:3 Agüero 2:4 Rodríguez | Argentinien | Aufstellung Niederlande gegen Argentinien |
| Niederlande                                                                 | Martins Indi (45.), Huntelaar (105.) | Demichelis (49.) | Argentinien | Aufstellung Niederlande gegen Argentinien |
| Niederlande                                                                 | Vor dem Anstoß wurde in einer Gedenkminute des wenige Tage vor dem Spiel verstorbenen ehemaligen argentinischen und spanischen Nationalspielers Alfredo Di Stéfano gedacht und Argentinien spielte zu seinem Gedenken mit Trauerflor.                                          | | Argentinien | Aufstellung Niederlande gegen Argentinien |
| Niederlande                                                                 | Man of the Match: Sergio Romero (Argentinien) | | Argentinien | Aufstellung Niederlande gegen Argentinien |
| 2. Halbfinale                                                               | | |             |                                           |
| 9. Juli 2014 um 17:00 Uhr (22:00 Uhr MESZ) in São Paulo (Arena Corinthians) | | |             |                                           |
| Zuschauer: 63.267                                                           | | |             |                                           |
| Schiedsrichter: Cüneyt Çakır ( Türkei)                                      | | |             |                                           |
| Spielbericht                                                                | | |             |                                           |

## Spiel um Platz 3

### Brasilien – Niederlande 0:3 (0:2)
| Brasilien                                                                                             | Brasilien | Niederlande | Niederlande | Aufstellung                             |
| --- | --- | --- | ----------- | --------------------------------------- |
| Brasilien                                                                                             | \| Spiel um Platz 3 \| \| 12. Juli 2014 um 17:00 Uhr (22:00 Uhr MESZ) in Brasília (Estádio Nacional de Brasília Mané Garrincha) \| \| Zuschauer: 68.034 \| \| Schiedsrichter: Djamel Haimoudi ( Algerien) \| \| Spielbericht \| | \| Spiel um Platz 3 \| \| 12. Juli 2014 um 17:00 Uhr (22:00 Uhr MESZ) in Brasília (Estádio Nacional de Brasília Mané Garrincha) \| \| Zuschauer: 68.034 \| \| Schiedsrichter: Djamel Haimoudi ( Algerien) \| \| Spielbericht \|                                             | Niederlande | Aufstellung Brasilien gegen Niederlande |
| Brasilien                                                                                             | Júlio César – Maicon, Thiago Silva , David Luiz, Maxwell – Paulinho (57. Hernanes), Luiz Gustavo (46. Fernandinho) – Ramires (73. Hulk), Oscar, Willian – Jô Cheftrainer: Luiz Felipe Scolari                                   | Jasper Cillessen (90.+3' Michel Vorm) – Stefan de Vrij, Ron Vlaar, Bruno Martins Indi – Dirk Kuyt, Daley Blind (70. Daryl Janmaat) – Georginio Wijnaldum, Jordy Clasie (90. Joël Veltman), Jonathan de Guzmán – Robin van Persie , Arjen Robben Cheftrainer: Louis van Gaal | Niederlande | Aufstellung Brasilien gegen Niederlande |
| Brasilien                                                                                             | 0:1 van Persie (3., Foulelfmeter) 0:2 Blind (17.) 0:3 Wijnaldum (90.+1') | | Niederlande | Aufstellung Brasilien gegen Niederlande |
| Brasilien                                                                                             | Silva (2.), Fernandinho (54.), Oscar (68.) | Robben (9.), de Guzmán (36.) | Niederlande | Aufstellung Brasilien gegen Niederlande |
| Brasilien                                                                                             | Man of the Match: Arjen Robben (Niederlande) | | Niederlande | Aufstellung Brasilien gegen Niederlande |
| Spiel um Platz 3                                                                                      | | |             |                                         |
| 12. Juli 2014 um 17:00 Uhr (22:00 Uhr MESZ) in Brasília (Estádio Nacional de Brasília Mané Garrincha) | | |             |                                         |
| Zuschauer: 68.034                                                                                     | | |             |                                         |
| Schiedsrichter: Djamel Haimoudi ( Algerien)                                                           | | |             |                                         |
| Spielbericht                                                                                          | | |             |                                         |

## Finale

### Deutschland – Argentinien 1:0 n. V.
| Deutschland                                                              | Deutschland | Argentinien | Argentinien | Aufstellung                               |
| ------------------------------------------------------------------------ | --- | --- | ----------- | ----------------------------------------- |
| Deutschland                                                              | \| Finale \| \| 13. Juli 2014 um 16:00 Uhr (21:00 Uhr MESZ) in Rio de Janeiro (Maracanã) \| \| Zuschauer: 74.738 \| \| Schiedsrichter: Nicola Rizzoli ( Italien) \| \| Spielbericht \|                                                                                  | \| Finale \| \| 13. Juli 2014 um 16:00 Uhr (21:00 Uhr MESZ) in Rio de Janeiro (Maracanã) \| \| Zuschauer: 74.738 \| \| Schiedsrichter: Nicola Rizzoli ( Italien) \| \| Spielbericht \|                                                                                       | Argentinien | Aufstellung Deutschland gegen Argentinien |
| Deutschland                                                              | Manuel Neuer – Philipp Lahm , Jérôme Boateng, Mats Hummels, Benedikt Höwedes – Christoph Kramer (31. André Schürrle), Bastian Schweinsteiger – Thomas Müller, Toni Kroos, Mesut Özil (120. Per Mertesacker) – Miroslav Klose (88. Mario Götze) Cheftrainer: Joachim Löw | Sergio Romero – Pablo Zabaleta, Martín Demichelis, Ezequiel Garay, Marcos Rojo – Enzo Pérez (86. Fernando Gago), Javier Mascherano, Lucas Biglia, Ezequiel Lavezzi (46. Sergio Agüero) – Lionel Messi , Gonzalo Higuaín (78. Rodrigo Palacio) Cheftrainer: Alejandro Sabella | Argentinien | Aufstellung Deutschland gegen Argentinien |
| Deutschland                                                              | 1:0 Götze (113.) | | Argentinien | Aufstellung Deutschland gegen Argentinien |
| Deutschland                                                              | Schweinsteiger (29.), Höwedes (34.) | Mascherano (64.), Agüero (65.) | Argentinien | Aufstellung Deutschland gegen Argentinien |
| Deutschland                                                              | Man of the Match: Mario Götze (Deutschland) | | Argentinien | Aufstellung Deutschland gegen Argentinien |
| Finale                                                                   | | |             |                                           |
| 13. Juli 2014 um 16:00 Uhr (21:00 Uhr MESZ) in Rio de Janeiro (Maracanã) | | |             |                                           |
| Zuschauer: 74.738                                                        | | |             |                                           |
| Schiedsrichter: Nicola Rizzoli ( Italien)                                | | |             |                                           |
| Spielbericht                                                             | | |             |                                           |